# Schleuse Zehdenick
Die Schleuse Zehdenick befindet sich bei Kilometer 15,90 der Oberen Havel-Wasserstraße in der Stadt Zehdenick im Landkreis Oberhavel im Norden Brandenburgs.

## Geschichte
Eine erste Schleuse im damaligen Mühlenstau in der Stadt Zehdenick entstand um 1742, vermutlich als Kesselschleuse. Der Ursprung der heutigen Schleusenanlage geht zurück auf das Jahr 1813. Die Binnenschiffer und Flößer nutzten zwischen Zehdenick und Liebenwalde die in vielen Windungen mit stark wechselnder Breite und zum Teil unzureichender Tiefe fließende Havel, auch als Schnelle Havel bezeichnet. Jahr für Jahr passierten mehrere tausend Kähne und Flöße diesen Fluss trotz der schlechten Bedingungen. Zur Verbesserung der Schifffahrtsbedingungen wurde östlich der Havel ein Seitenkanal gebaut. Er zweigt bei Bischofswerder aus dem alten Teil des Voßkanals  ab und erreicht unterhalb von Zehdenick wieder die Havel.

Als weitere notwendige Bauwerke entstanden die Schleuse Krewelin und die Schleuse Bischofswerder sowie die Bauhofsarche Zehdenick. Sie dient der Abführung der Pegelspitzen der Havel in die Schnelle Havel. Die Freiarche bei Höpen dient der Hochwasserabführung des aus der Schorfheide kommenden Döllnfließes. Diese Anlagen einschließlich des rund 14 Kilometer langen Kanals wurden innerhalb von zweieinhalb Jahren vom Frühjahr 1880 bis zum Herbst 1882 fertiggestellt. Die Bezeichnung Voßkanal, früher nur für einen kleinen Kanal zwischen dem Finowkanal bei Liebenwalde und der Schnellen Havel bei Bischofswerder angewandt, wurde nun auf den gesamten neuen Kanal übertragen. Während der Bauzeit des Voßkanals zwischen Zehdenick und Liebenwalde wurde gleichzeitig die Schleuse in Zehdenick erneuert. Da die Schleuse dem Schiffsverkehr nicht mehr gewachsen war, wurde sie 1907 bis 1909 in eine sogenannte Doppelkammerschleuse umgebaut. Bis 1911/12 wurden beide Schleusenkammern parallel betrieben. Die alte Schleusenkammer wurde um 1930 endgültig stillgelegt.

Die Schleusenkammer ist 44,90 Meter lang und 9,60 Meter breit. Die nutzbare Länge beträgt 43,40 Meter, wobei ein Sicherheitsabstand von 0,75 Meter zu den Schleusentoren eingerechnet ist. Die Wassertiefe in der Schleuse bei Unterwasser beträgt im Mittel 1,95 Meter.

## Automatisierung
Der Schleusenvorgang ist seit 2003 voll automatisiert und per Computerüberwachung mit der zweiflügligen Hastbrücke gekoppelt. Die Stahlkonstruktion wurde in den Jahren 1991/92 als Zugbrücke errichtet. Überwacht und gesteuert wird die Schleuse von der im Jahr 2002 in Betrieb genommenen Überwachungszentrale Zehdenick (ÜZZ). Mit der Fertigstellung des Modernisierungs- und Automatisierungsprogramms werden 27 von 39 Schleusen, alle 47 Wehre sowie die 3 beweglichen Brücken im Bestand des Wasserstraßen- und Schifffahrtsamt Oder-Havel zentralgesteuert, vollautomatisch oder in automatisierter Selbstbedienung betrieben.

## Tourismus
Da die Obere Havel-Wasserstraße von Frachtschiffen nicht mehr genutzt und nur von wenigen kleinen Fahrgastschiffen befahren wird, entwickelte sie sich zu einem beliebten Revier für Sportboote aller Größen und Klassen.

## Bilder

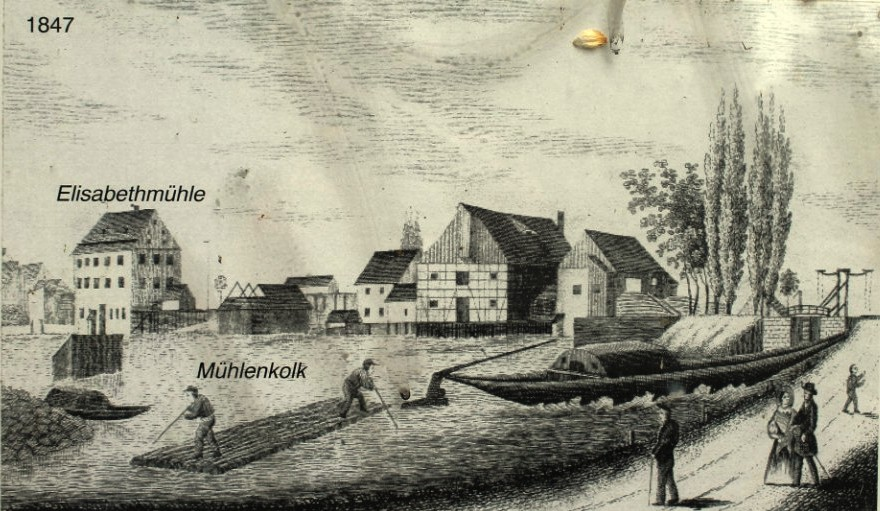
1847, Zehdenicker Schleuse und Mühle
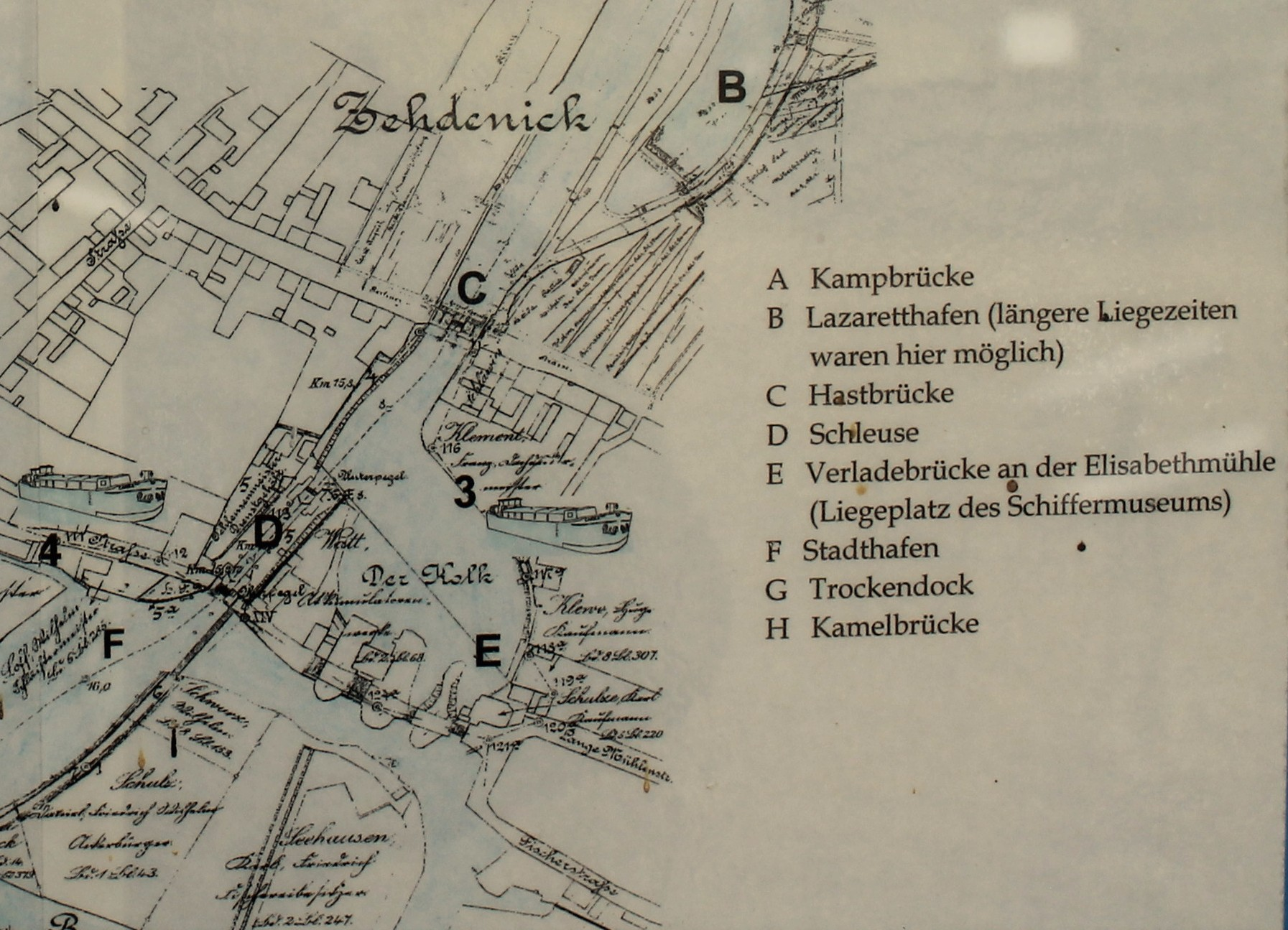
Alte Skizze von Zehdenick
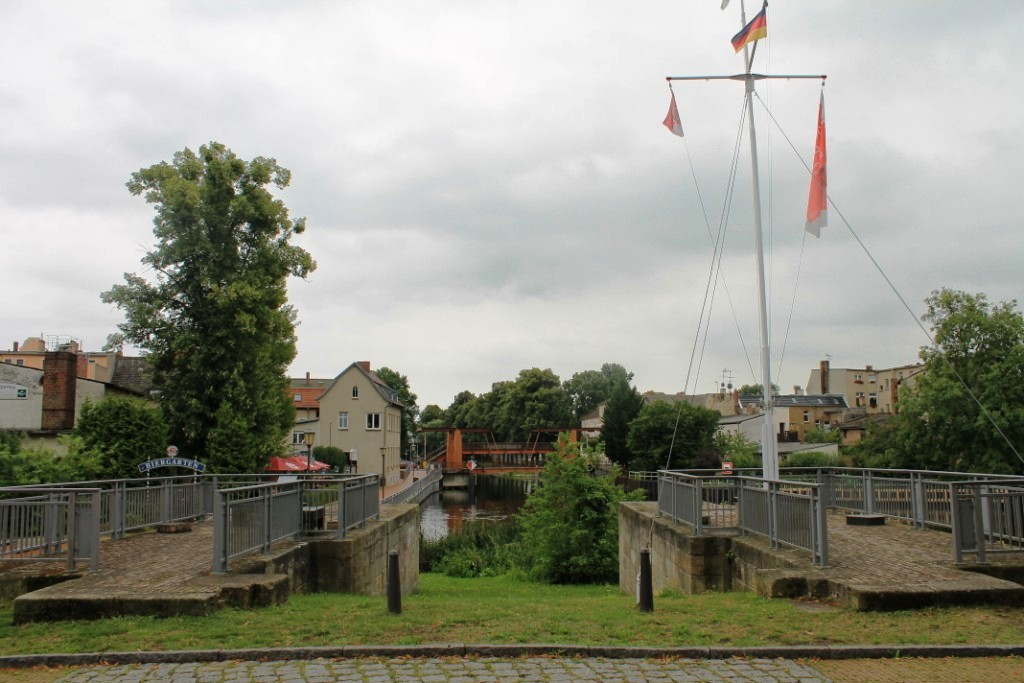
Alte Schleuse Zehdenick
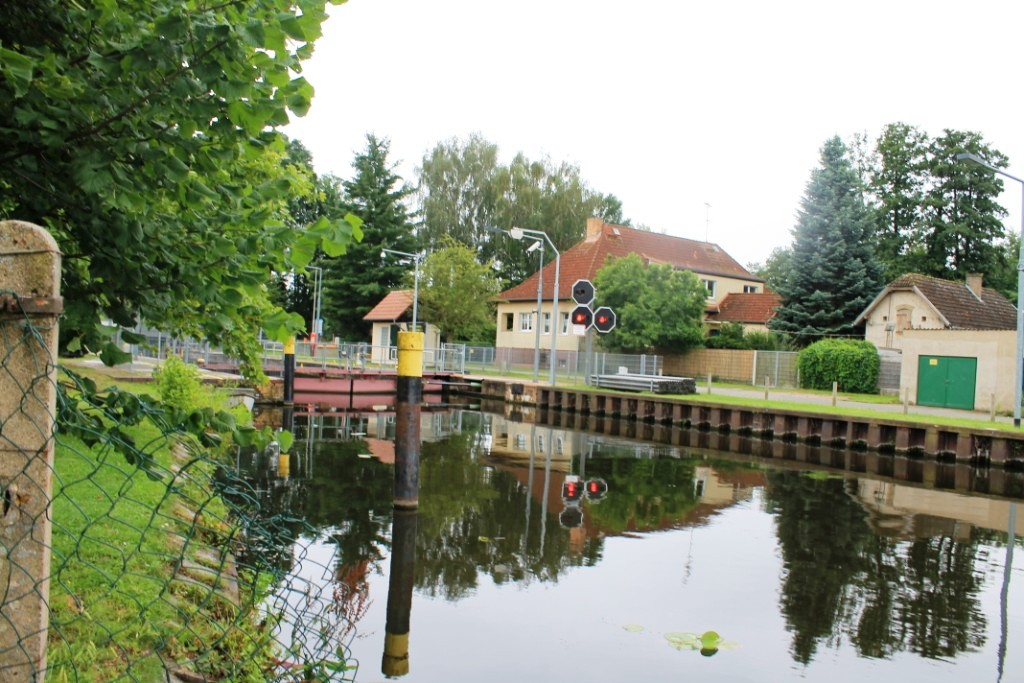
Zehdenick, Schleuseneinfahrt
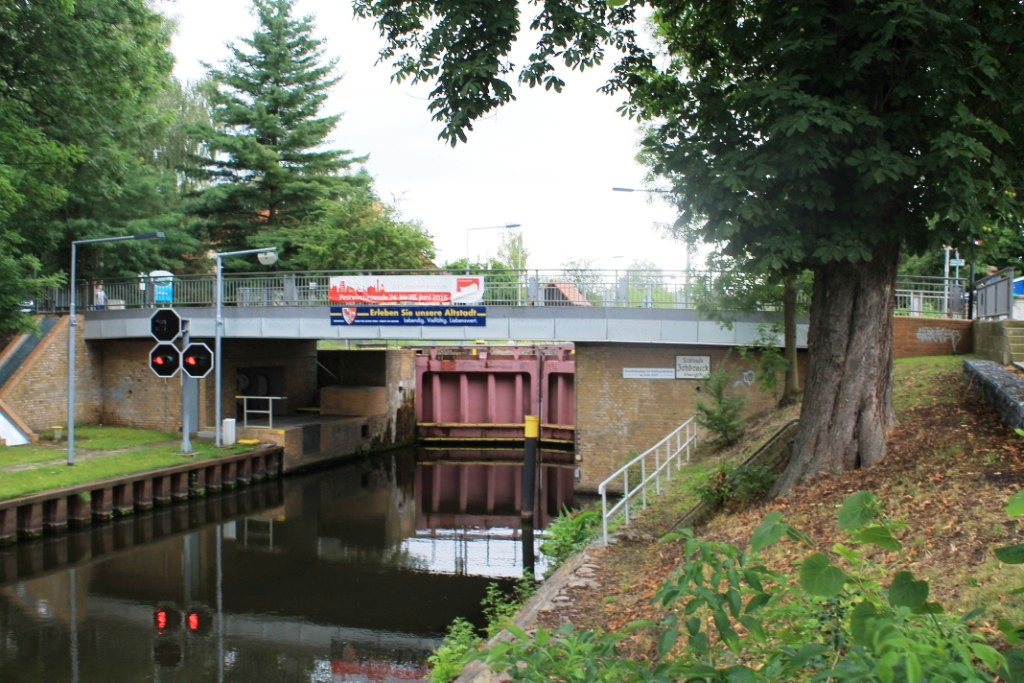
Zehdenick, Schleusenausfahrt

## Karten
- Folke Stender: Redaktion Sportschifffahrtskarten Binnen 1. Nautische Veröffentlichung Verlagsgesellschaft, ISBN 3-926376-10-4.
- W. Ciesla, H. Czesienski, W. Schlomm, K. Senzel, D. Weidner: Schiffahrtskarten der Binnenwasserstraßen der Deutschen Demokratischen Republik 1:10.000. Band 4. Herausgeber: Wasserstraßenaufsichtsamt der DDR, Berlin 1988, OCLC 830889996.